# Ostinato
Ostinato (wł. dosł. "uparty, wytrwały") – termin muzyczny, oznaczający wielokrotne powtarzanie struktury melodycznej (także harmonicznej lub rytmicznej), najczęściej w głosie najniższym (basso ostinato).
Rozkwit tej techniki przypada na okres baroku, kiedy basso ostinato było podstawą niektórych form wariacyjnych, jak passacaglia i chaconne. Technika ta odżyła w okresie neoklasycyzmu (np. Johannes Brahms, Max Reger, César Franck). Ostinato i basso ostinato spotyka się także w muzyce ludowej i jazzie.